# العلاقات الدومينيكانية الليتوانية
العلاقات الدومينيكانية الليتوانية هي العلاقات الثنائية التي تجمع بين جمهورية الدومينيكان وليتوانيا.

## مقارنة بين البلدين
هذه مقارنة عامة ومرجعية للدولتين:
| وجه المقارنة                                              | جمهورية الدومينيكان | ليتوانيا                                                    |
| --------------------------------------------------------- | ------------------- | ----------------------------------------------------------- |
| المساحة (كم2)                                             | 48.67 ألف           | 65.30 ألف                                                   |
| عدد السكان (نسمة)                                         | 10.40 مليون         | 2.79 مليون                                                  |
| الكثافة السكانية (ن./كم²)                                 | 213.68              | 42.73                                                       |
| العاصمة                                                   | سانتو دومينغو       | فيلنيوس، كاوناس                                             |
| اللغة الرسمية                                             | اللغة الإسبانية     | اللغة الليتوانية                                            |
| العملة                                                    | بيزو دومنيكاني      | ليتاس ليتواني، يورو                                         |
| الناتج المحلي الإجمالي (بليون دولار)                      | 75.93 مليار         | 47.17 مليار                                                 |
| الناتج المحلي الإجمالي (تعادل القوة الشرائية) بليون دولار | 149.89 مليار        | 84.06 مليار                                                 |
| الناتج المحلي الإجمالي الاسمي للفرد دولار أمريكي          | 6.47 ألف            | 14.15 ألف                                                   |
| الناتج المحلي الإجمالي للفرد دولار أمريكي                 | 13.26 ألف           | 27.69 ألف                                                   |
| مؤشر التنمية البشرية                                      | 0.715               | 0.839                                                       |
| رمز المكالمات الدولي                                      | +1809، +1829، +1849 | +370                                                        |
| رمز الإنترنت                                              | .do                 | .lt                                                         |
| المنطقة الزمنية                                           | 00                  | ت ع م+02:00، ت ع م+03:00، أوروبا/فيلنيوس ‏، توقيت شرق أوروبا |

## منظمات دولية مشتركة
يشترك البلدان في عضوية مجموعة من المنظمات الدولية، منها:
| علم المنظمة | اسم المنظمة                        | تاريخ انضمام جمهورية الدومينيكان | تاريخ انضمام ليتوانيا |
| ----------- | ---------------------------------- | -------------------------------- | --------------------- |
|             | الاتحاد البريدي العالمي            | ?                                | ?                     |
|             | يونسكو                             | 4 نوفمبر 1946                    | 7 أكتوبر 1991         |
|             | البنك الدولي للإنشاء والتعمير      | 18 سبتمبر 1961                   | 6 يوليو 1992          |
|             | منظمة التجارة العالمية             | ?                                | ?                     |
|             | وكالة ضمان الاستثمار متعدد الأطراف | 7 مارس 1997                      | 8 يونيو 1993          |
|             | منظمة الشرطة الجنائية الدولية      | ?                                | ?                     |
|             | مؤسسة التمويل الدولية              | 31 أكتوبر 1961                   | 15 يناير 1993         |
|             | الأمم المتحدة                      | 24 أكتوبر 1945                   | 17 سبتمبر 1991        |
|             | مؤسسة التنمية الدولية              | 16 نوفمبر 1962                   | 23 سبتمبر 2011        |
|             | منظمة حظر الأسلحة الكيميائية       | ?                                | ?                     |

## وصلات خارجية
- موقع وزارة الخارجية الليتوانية